# Resolutie 878 Veiligheidsraad Verenigde Naties
Resolutie 878 van de Veiligheidsraad van de Verenigde Naties werd unaniem goedgekeurd op 29 oktober 1993.

## Achtergrond
In 1960 werden de voormalige kolonies Brits Somaliland en Italiaans Somaliland onafhankelijk en samengevoegd tot de nieuwe staat Somalië. In 1969 greep het leger de macht en werd Somalië een socialistisch-islamitisch
land. In de jaren 1980 leidde het verzet tegen het totalitair geworden regime tot een burgeroorlog en in 1991 viel het centrale regime. Vanaf dan beheersten verschillende groeperingen elke een deel van het land en enkele delen scheurden zich ook af van Somalië.

## Inhoud
De Veiligheidsraad:
- bevestigt de resoluties 733, 746, 751, 767, 775, 794, 814, 837, 865;
- heeft de brief van secretaris-generaal Boutros Boutros-Ghali in overweging genomen;
- benadrukt dat alle partijen terughoudend moeten zijn en werken aan nationale verzoening;
- wil de humanitaire-, politieke- en veiligheidsactiviteiten van UNOSOM II hierzien op basis van de door de secretaris-generaal gedane suggesties;
- handelt onder Hoofdstuk VII van het Handvest van de Verenigde Naties;

1. besluit om het mandaat van UNOSOM II te verlengen tot 18 november;
2. vraagt de secretaris-generaal om in zijn rapport over de verdere verlenging van de missie ook te rapporteren over de ontwikkelingen in Somalië;
3. besluit om actief op de hoogte te blijven.

## Verwante resoluties
- Resolutie 837 Veiligheidsraad Verenigde Naties
- Resolutie 865 Veiligheidsraad Verenigde Naties
- Resolutie 885 Veiligheidsraad Verenigde Naties
- Resolutie 886 Veiligheidsraad Verenigde Naties

Lijst ·  800 ·  801 ·  802 ·  803 ·  804 ·  805 ·  806 ·  807 ·  808 ·  809 ·  810 ·  811 ·  812 ·  813 ·  814 ·  815 ·  816 ·  817 ·  818 ·  819 ·  820 ·  821 ·  822 ·  823 ·  824 ·  825 ·  826 ·  827 ·  828 ·  829 ·  830 ·  831 ·  832 ·  833 ·  834 ·  835 ·  836 ·  837 ·  838 ·  839 ·  840 ·  841 ·  842 ·  843 ·  844 ·  845 ·  846 ·  847 ·  848 ·  849 ·  850 ·  851 ·  852 ·  853 ·  854 ·  855 ·  856 ·  857 ·  858 ·  859 ·  860 ·  861 ·  862 ·  863 ·  864 ·  865 ·  866 ·  867 ·  868 ·  869 ·  870 ·  871 ·  872 ·  873 ·  874 ·  875 ·  876 ·  877 ·  878 ·  879 ·  880 ·  881 ·  882 ·  883 ·  884 ·  885 ·  886 ·  887 ·  888 ·  889 ·  890 ·  891 ·  892